# Paul Berman
Paul Berman (1949) è uno scrittore e saggista statunitense di orientamento liberale, professore di giornalismo alla New York University.
Suoi articoli sono comparsi in numerosi periodici, come The New Republic, The New York Times Book Review e Slate. Berman è anche autore di vari saggi, tra cui A Tale of Two Utopias, Terror and Liberalism, e il suo seguito The Flight of the Intellectuals (La fuga degli intellettuali).

## Opere
- (1996). A Tale of Two Utopias: The Political Journey of the Generation of 1968. W W Norton & Company. ISBN 0-393-03927-7
- (2003). Terror and Liberalism. W W Norton & Company. ISBN 0-393-05775-5
- (2005). Power and the Idealists: Or, The Passion of Joschka Fischer, and its Aftermath. Soft Skull Press. ISBN 1-932360-91-3
- (2010). The Flight of the Intellectuals, Melville House Publishing, ISBN 978-1-933633-51-0